# دينامو تيرانا
دينامو تيرانا هو نادي كرة قدم في ألبانيا تأسس في 3 مارس 1950.